# انهيار الشرفة

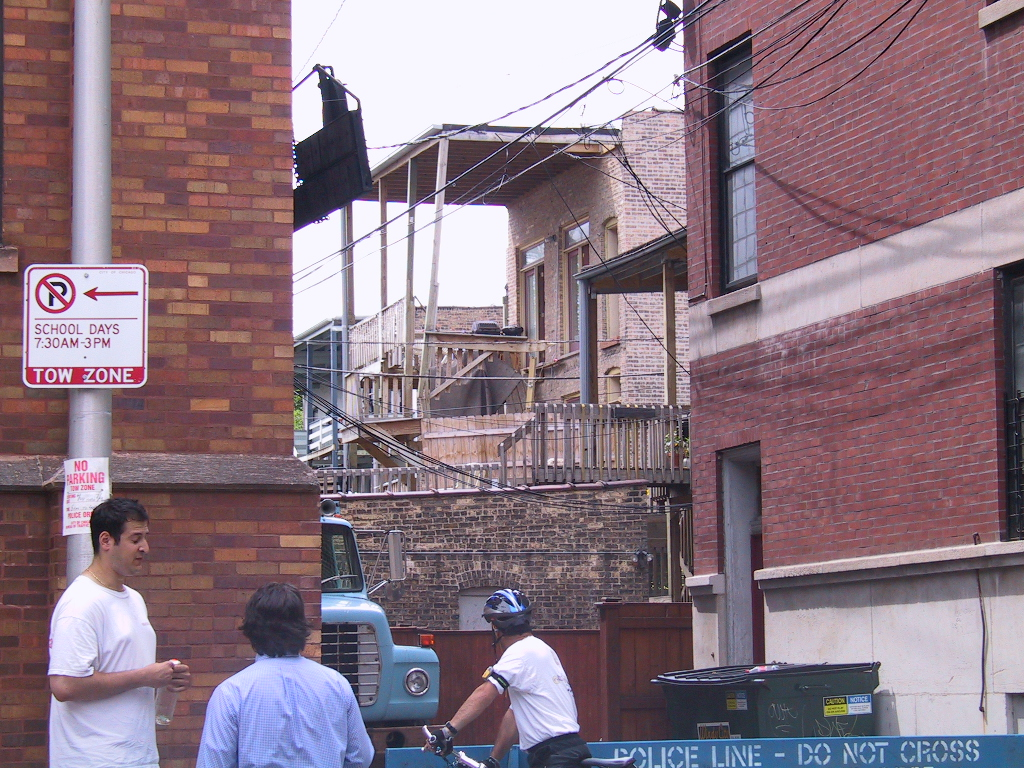
آثار انهيار شرفة عام 2003.

انهيار الشرفة ( البلكونة ) هي ظاهرة تحدث عادة مع المباني القديمة متعددة الطوابق، والتي لديها شرفات خشبية في مقدمة المنزل أو في الجزء الخلفي للمبني . ويوجد العديد من الأسباب لانهيار الشرفة مثل :
- الحمولة الزائدة الناتجة من الإشغال ( الكثير من الناس ) . (1) ويمكن أن يكون الإشغال بسبب وجود ضيوف إحدي الحفلات في الشرفة (2) , سعيا لنسمة هواء بارد خلال الجو الحار . أو بسبب وزن الأثاث والأجهزة المنزلية، أو بسبب ضاغط مكيف الهواء . ( 3 )
- تعفن الخشب بسبب تعرضة لسنوات عديدة من الأمطار والثلوج (4) .
- هبوط التربة تحت أساس الشرفة، صدأ من المسامير . (5)
- عدم البناء طبقا لشروط و قوانين البناء الحديثة .
- كلما كان للمبني طوابق متعددة، كلما كان أكثر عرضة لانيهار الشرفات .

## انهيار الأسطح
ويوجد خطر ذات صله، وهو انهيار الأسطح، التي بنيت كامتداد في الهواء الطلق في مساكن الأسرة الواحدة، وبسبب ضعف الاتصال بين هذة الأسطح والمنازل، فإن هذة الأسطح معرضة للإنهيار، وقد تؤدي إلي حدوث إصابات أو موت في بعض الأحيان .

## المباني العالية
وهي المباني التي شيدت بالخرسانة المسلحة . وقد تم تصميم العديد من المباني ببلاط خرساني يمتد من خلال الجدران الخارجية لتشكيل الشرفات . ولأنها رقيقة نسبيا وغير محمية من الطقس فهي معرضة للتآكل واحتمالية الانهيار .
- وتشهد العديد من المباني التي تم تشيدها في الخمسينات والستينات إصلاح أو إزالة هذة الشرفات ( البلكونات ) بتكلفة كبيرة .